# Angst in der Nacht
Angst in der Nacht (orig. Fear in the Night) ist ein US-amerikanischer Film noir aus dem Jahr 1946. Das Drehbuch basiert auf einer Kurzgeschichte von Cornell Woolrich, die 1941 unter dem Titel And so to Death und 1943 als Nightmare veröffentlicht wurde. Im Vorspann des Films ist der spätere Titel sowie Woolrichs Pseudonym William Irish angegeben.

## Handlung
Der Bankangestellte Vince Grayson träumt eines Nachts, er habe in einem Raum mit verspiegelten Türen einen anderen Mann getötet und die Leiche hinter einer der Türen versteckt. Er wacht auf und muss aufgrund von Würgemalen an seinem Hals, einer Blutspur am Handgelenk und einem Schlüssel in seiner Hosentasche schockiert feststellen, dass es anscheinend kein Traum war. Weder kennt er aber den Getöteten noch weiß er, wo sich der verspiegelte Raum befindet. Vince meldet sich bei der Arbeit krank, weshalb seine Kollegin Betty sich Sorgen um ihn macht. Dann sucht er Rat bei seinem Schwager, dem Polizisten Cliff, der die Geschichte aber für ein Hirngespinst hält und ihn bittet, seiner Schwester Lil (Cliffs Frau) nichts davon zu sagen.
Vince versinkt immer mehr in Grübelei und Zweifel und verlässt die ganze Woche kaum sein Zimmer im Hotel Commodore, in dem er wohnt. Erfolglos sucht er per Zeitungsannonce nach dem Haus mit dem verspiegelten Zimmer. Dann holen ihn Cliff, Lil und Betty in Cliffs neuem Auto zu einer Spazierfahrt ins Grüne ab. Vince und Betty sind verliebt ineinander. Ohne ihr von dem Mord zu erzählen, will Vince nun aber die Beziehung zu ihr beenden.
Das gemeinsame Picknick wird durch einen starken Regenguss gestört und die vier suchen ein Haus in der Nähe, in dem sie Unterschlupf finden können. Vince lotst Cliff zu einem Haus, von dem er selbst nicht weiß, woher er es kennt. Es ist verschlossen, aber aus irgendeinem Grund weiß Vince sogar, wo der Schlüssel versteckt ist. Im Haus finden Cliff und Vince den verspiegelten Raum, und Cliff glaubt nun, Vince sei ein Mörder und habe sich die Geschichte mit dem Traum nur ausgedacht.
Da taucht der Hilfssheriff Torrence auf, der das Haus bewachen soll, seit dort vor einer Woche ein Mord geschehen ist: Der Hauseigentümer, ein Arzt namens Lewis Belknap, sei geschäftlich verreist und seine Frau habe einen Liebhaber empfangen. Eines Nachts sei dieser nun mit einem Bohrer erstochen und Frau Belknap mit einem Auto überfahren worden. Vince atmet auf: Da er weder Führerschein noch Auto besitzt, hofft er, doch nicht der Mörder zu sein. Allerdings hat Frau Belknap vor ihrem Tod noch der Polizei eine Personenbeschreibung geben können, die auf Vince passt. Als Vince auf Bildern der Mordopfer die Personen aus seinem „Traum“ wiedererkennt, ist er von seiner Schuld überzeugt. Er will Suizid begehen und Cliff kann ihn in letzter Sekunde abhalten, sich aus dem Fenster seines Zimmers zu stürzen.
Später erzählt Vince Cliff von einer seltsamen Begegnung mit seinem Zimmernachbarn Harry Byrd: Dieser habe nachts an Vinces Tür geklopft und ihn mit einer Kerze in der Hand gefragt, ob in seinem Zimmer auch das Licht ausgefallen sei. Als Vince verneinte, habe Harry immer wieder gesagt, wie müde Vince sein müsse. Als Cliff ein Foto von Lewis Belknap besorgt, wird klar, dass er Harry Byrd ist: Er hat Vince hypnotisiert, zu seinem Haus gefahren und ihm den Mord befohlen, den Vince unter Hypnose ausführte. Erst am nächsten Morgen kam er in seinem Zimmer wieder zu sich.
Um Belknap zu überführen, geht Vince zu dem Haus zurück und redet mit ihm in dem verspiegelten Raum, während Cliff und Torrence heimlich eine Tonaufnahme des Gesprächs machen. Vince bringt Belknap dazu, den Mordauftrag zuzugeben, dann hypnotisiert Belknap ihn aber erneut. Er bringt Vince dazu, mit ihm im Auto zu einem nahegelegenen See zu fahren und ins Wasser zu gehen. Cliff kann ihn dort gerade noch retten, während Belknap auf der Flucht vor der Polizei bei einem Autounfall ums Leben kommt. Vince kann sich nun wieder an die Nacht in dem verspiegelten Raum genau erinnern und weiß, dass er Belknaps Nebenbuhler in Notwehr getötet hat. Er muss sich später zwar vor Gericht verantworten, es droht ihm aber keine Verurteilung.

## Stil
Neben dem Thema des Eifersuchtsmordes weist der Film auch einige für den Film noir typische stilistische Merkmale auf. Dazu gehören besonders die düstere, surreale und von dramatischer Musik unterlegte Traumsequenz am Anfang sowie die Voice-Overs, die die Selbstzweifel und die Verwirrung des Protagonisten verdeutlichen.

## Produktion
Angst in der Nacht wurde mit geringem Budget von der auf B-Movies spezialisierten Produktionsfirma Pine-Thomas Productions produziert und erschien im Vertrieb von Paramount Pictures. Die Kinopremiere war in Kanada am 6. Dezember 1946 und in den USA am 14. März 1947, weitere Länder folgten in den nächsten Jahren. Im deutschen Fernsehen lief der Film zum ersten Mal am 24. Juni 1988. Auf DVD erscheint er seit 2004.
Maxwell Shane führte, nachdem er seit 1937 viel Erfahrung als Drehbuchautor sammelte, hier zum ersten Mal selbst Regie. Zudem war Angst in der Nacht der Debütfilm von Kay Scott und von DeForest Kelley, der später durch die Rolle des Dr. Leonard „Pille“ McCoy in der Serie Raumschiff Enterprise sowie in mehreren Star-Trek-Filmen bekannt wurde.
Shane hat 1956 die gleiche Geschichte noch einmal verfilmt, nun unter dem Titel Nightmare (deutscher Titel: Im Dunkel der Nacht) mit Edward G. Robinson und Kevin McCarthy in den Hauptrollen.

## Rezeption
Die zeitgenössische Kritik war uneinheitlich: Während Variety die Spannung und die schauspielerische Leistung der Hauptdarsteller lobt, bezeichnet die New York Times die Handlung als lächerlich („ridiculous“) und den Film insgesamt als „nicht nur dumm, sondern auch ziemlich langweilig“ („not only silly but rather dull“).
In neueren Kritiken wird der Film insgesamt eher wohlwollend besprochen, wobei ihm die Low-Budget-Produktionsbedingungen zugutegehalten werden. Positiv heben die Rezensionen beispielsweise das hohe Erzähltempo, die Leistung der Darsteller (besonders die von DeForest Kelley) sowie die spannungsgeladene Atmosphäre und, im Zusammenhang damit, die ungewöhnliche Kameraführung von Jack Greenhalgh, besonders in den Traumsequenzen, hervor.
Kritisch betrachtet werden hingegen die „Ungereimtheiten zugunsten eines Aufbaus von Spannung“ bzw. die „Logikschwächen“ der Handlung sowie die mangelnde Raum zur Entwicklung der Charaktere. Letzteres gilt besonders für die eher eindimensionalen Frauenrollen.
Einige Rezensenten weisen auf die Ähnlichkeiten der Traumsequenz zu der in Alfred Hitchcocks Spellbound (deutscher Titel: Ich kämpfe um dich, 1945) hin.

„Ein bemerkenswertes Beispiel des film-noir-Genres; vor allem in den Traumsequenzen dicht inszeniert.“